# Giải bóng đá vô địch quốc gia Quần đảo Solomon 2014–15
 Giải bóng đá vô địch quốc gia Quần đảo Solomon 2014–15 hay  Telekom S-League 2014–15 là mùa giải thứ 11 của Giải bóng đá vô địch quốc gia Quần đảo Solomon ở Quần đảo Solomon. Western United giành chức vô địch đầu tiên và cũng đại diện Quần đảo Solomon tham dự Giải bóng đá vô địch các câu lạc bộ châu Đại Dương 2014–15. Tất cả các trận đấu đều diễn ra ở sân vận động trên sườn đồi Lawson Tama Stadium, với sức chứa khoảng 20.000 chỗ ngồi.

## Đội bóng
- Hana (Honiara)
- Koloale FC (Honiara)
- Kossa FC (Honiara)
- Malaita Kingz FC (Malaita)
- Marist Fire (Honiara)
- Real Kakamora FC (Makira-Ulawa)
- Solomon Warriors (Honiara)
- Western United (Western)
- X-Beam (Honiara)

## Bảng xếp hạng
| VT | Đội                | ST | T  | H | B  | BT | BB | HS  | Đ  | Giành quyền tham dự                                                                          |
| -- | ------------------ | -- | -- | - | -- | -- | -- | --- | -- | -------------------------------------------------------------------------------------------- |
| 1  | Western United (C) | 16 | 13 | 1 | 2  | 51 | 13 | +38 | 40 | Tham dự Giải bóng đá vô địch các câu lạc bộ châu Đại Dương 2014–15 & Siêu cúp Melanesia 2015 |
| 2  | Solomon Warriors   | 16 | 12 | 3 | 1  | 47 | 14 | +33 | 39 | Tham dự Siêu cúp Melanesia 2015                                                              |
| 3  | Hana               | 16 | 9  | 3 | 4  | 20 | 18 | +2  | 30 |                                                                                              |
| 4  | Real Kakamora FC   | 16 | 7  | 4 | 5  | 24 | 24 | 0   | 25 |                                                                                              |
| 5  | Kossa FC           | 16 | 6  | 5 | 5  | 29 | 22 | +7  | 23 |                                                                                              |
| 6  | Malaita Kingz      | 16 | 4  | 6 | 6  | 28 | 32 | −4  | 18 |                                                                                              |
| 7  | Koloale FC         | 16 | 3  | 3 | 10 | 22 | 39 | −17 | 12 |                                                                                              |
| 8  | Marist Fire        | 16 | 2  | 4 | 10 | 20 | 34 | −14 | 10 |                                                                                              |
| 9  | X-Beam (R)         | 16 | 0  | 3 | 13 | 14 | 59 | −45 | 3  | Xuống chơi ở Giải bóng đá hạng nhì quốc gia Quần đảo Solomon 2014–15                         |